# جوزيف فيشر (سياسي)
جوزيف فيشر (بالإنجليزية: Joseph Fischer)‏ هو سياسي أمريكي، ولد في 14 نوفمبر 1954 في كوفينغتون في الولايات المتحدة. حزبياً، نشط في الحزب الجمهوري.